# Guías de práctica clínica
Las guías de práctica clínica (GPC) son recomendaciones desarrolladas de forma sistemática para ayudar tanto al profesional como al paciente a tomar las decisiones adecuadas cuando el paciente tiene una enfermedad o condición de salud determinada. La ventaja de estas guías para el médico se basa en que las recomendaciones que ofrece provienen de la mejor prueba científica existente y para el paciente en la ganancia de la confianza que lo que le indica su médico proviene de estudios científicos evaluados y resumidos en forma de guía.
Muchos organismos (ministerios, departamentos) de salud públicos realizan el esfuerzo de hacer guías de práctica clínica para sus médicos y pacientes. 